# Remains of the Walking Dead
Remains of the Walking Dead ist ein 2011 direkt auf DVD veröffentlichter Horrorfilm. Es basiert auf dem Comic Remains von Steve Niles und Kieron Dwyer.

## Handlung
Tom Bennett und Tori sind Angestellte im fiktiven Silver Star Casino in Reno. An einem langen Arbeitstag überredet Tom Tori, sich ihm für Sex in einem Lagerraum zu kommen. Gleichzeitig wird ein Nachrichtenbericht über den "Friedenstag" ausgestrahlt. Es ist ein Tag, an dem der gesamte Weltvorrat an Nuklearwaffen zerstört werden soll. Während des Ereignisses geht etwas schief und es kommt zu einer Atomexplosion, die den Strom im Casino ausschaltet und Tom und Tori hinter einem elektronischen Schloss gefangen hält. Als der Strom wiederhergestellt ist, finden sie das Casino verwüstet und die Leute sind weg. Es ist nur eine alte Dame mit einem Elektrorollstuhl da, die Tori angreift. Nachdem sie die alte Dame mit einem Stuhlbein getötet hat, treffen sie auf den Zauberassistenten Jensen. Er sagt ihnen, dass er den Strom wieder eingeschaltet hat und sich nicht sicher ist, was passiert ist. Tom und Jensen gehen nach vorne, um die Überwachungskameras des Casinos zu überprüfen, während Tori zur Haustür geht, um nach draußen zu schauen. Tom und Jensen sehen, wie Victor draußen einen Mann zu den Zombies wirft, um sich selbst zu retten. Victor stürzt sich ins Casino und verlangt Einlass. Jensen lässt ihn herein und bringt ihn in ein Badezimmer, um aufzuräumen, während Tom und Tori beschließen, die anderen Zombies im Casino einzufangen.
Die Überlebenden fangen Zombies in verschiedenen Teilen des Hotels ein und entsorgen die Toten am Hoteldock. Sie stellen fest, dass die Zombies nachts zu schlafen scheinen. Sie verbringen die nächsten Tage damit, zu trinken, zu rauchen und Karten zu spielen, um die Zeit totzuschlagen. Auf dem Dach entdeckt Tom einen Lastwagenkonvoi, lässt aber sein Funkgerät vom Dach fallen, bevor er sie kontaktieren kann. Sie beschließen, den Konvoi mit einem Scheinwerfer auf der anderen Straßenseite anzulocken und fahren nachts an den schlafenden Zombies vorbei. Plötzlich geht das Licht an, und es spielt Musik ab, was die Zombies aufweckt. Die Gruppe wird getrennt, Victor rennt zurück ins Casino und Tom und Tori sitzen in einem Bus fest. Der Armeekonvoi kommt an, rettet Tom und Tori und sucht mit ihnen Zuflucht im Casino. Die Sanitäterin der Armee namens Cindy näht Toms Hand und sagt ihnen, dass die Gruppe zum Lake Tahoe unterwegs ist.  Jensen beginnt herumzuschleichen und entdeckt, dass die Armee mit Victors Hilfe alle Lebensmittel und Vorräte aus dem Casino genommen hat. Er konfrontiert die Soldaten auf der Anklagebank und es kommt zu einer Schießerei, bei der Jensen getötet wird. Die Armee beschließt sofort zu gehen, aber Tom hält sie davon ab, indem er fragt, ob sie die Speisekammer hinter dem Bankettsaal ausgeräumt haben. Die Soldaten zwingen Tom, ihnen zu zeigen, wo es ist, und er öffnet die Tür, um Dutzende von Zombies freizulassen, die er und Tori zuvor im Raum gefangen hatten. Die Zombies überwältigen die Soldaten, die panisch aus dem Casino fliehen.
Tom und Tori versuchen mit einem Auto aus dem Parkhaus zu fliehen, bekommen aber die Tür nicht auf. Nachdem sie auf das Dach zurückgekehrt sind, sehen sie Cindy, die in einem Pickup zurückkehrt. Als ein Zombie Cindy überrascht wird sie bei einem Unfall überrollt wird. Tom rettet Cindy und bringt sie wieder hinein, wo Tori droht, sie zu erschießen. Cindy erzählt ihnen, dass der Konvoi von einer Herde schnellerer, stärkerer Zombies angegriffen wurde und dass niemand überlebt hat. Tori und Cindy streiten sich und Tori verspottet Cindy über den Tod ihres Vaters.  Dann erzählt sie Cindy, dass Tom in Vegas bei einem Verkehrsunfall unter Alkoholeinfluss jemanden getötet hat. Später beim Essen verrät Tom Cindy, dass er bei dem Unfall seine Frau und sein ungeborenes Kind getötet hat. Sie beschließen nach Carson City zu reisen, um Cindys Tochter zu finden. Am Morgen gehen Tom und Cindy zum Dach, um zu sehen, dass die Herde stärkerer Zombies angekommen ist. Am Haupteingang brechen die stärkeren Zombies die Barrikade ein. Tom, Tori und Cindy beschließen, mit dem Sprengstoff zu fliehen. Sie öffnen alle Gasleitungen an den Küchenherden und stellen eine Ladung ein. Auf der Flucht wird Cindy angegriffen und bricht sich den Knöchel. Tori versucht Tom davon zu überzeugen, Cindy zurückzulassen und als er sich weigert, schlägt sie ihm mit einer Axt in den Kopf, nimmt seine Waffe und geht. Tori setzt eine Sprengladung auf das Garagentor und wird von einem Zombie angegriffen. Der Zombie beißt sie, wird aber bei der Explosion getötet. Eine benommene Tori wandert auf die Straße und wird von Zombies umschwärmt. Tom und Cindy schaffen es zum Ausgang, als die zweite Sprengladung explodiert und den größten Teil des Hotels und des Casinos zerstört.  Sie schaffen es zum Parkhaus, wo die Tür aufgerissen ist. Sie finden das Smart Car, mit dem Tori und Tom zuvor versucht haben, zu entkommen und verwenden es, um das Casino zu verlassen. In der letzten Szene trägt Tori, die zu einem Zombie geworden ist, ihre Schrotflinte und tötet die schwächeren Zombies, was dazu bedeutet, dass sie stärker und schneller ist und immer noch ihre menschliche Intelligenz behält. Sie schaut in die Richtung, wo Tom und Cindy gefahren sind.

## Produktion
Der Film wurde von Chiller Network produziert und erschien am 6. Dezember 2011.

## Kritiken
„[…] Auch die grell-bunte Kulisse macht aus der bemühten Handlung mit dem immer gleichen Monster-Bashing keinen halbwegs interessanten Horrorfilm.“

Kritikerin Staci Layne Wilson urteilte: „Alles in allem ist Remains ein einigermaßen unterhaltsamer Eskapismus und ein unterhaltsames apokalyptisches Schreckensfest.“ (“All things considered, Remains is reasonably entertaining escapism and is a fun enough apocalyptic fright fest.”)
Von den Nutzern der Internet Movie Database erhielt der Film einen Score von 4,3 von 10 möglichen Punkten.